# 小行星12897
小行星12897（12897 Bougeret）是一颗绕太阳运转的小行星，为主小行星带小行星。该小行星于1998年9月13日发现。

## 轨道参数
小行星12897的轨道半长轴为2.2173942 UA，离心率为0.088。